# Benchijigua
Benchijigua este o arie protejată (arie specială de conservare — SAC, sit de importanță comunitară — SCI) din Spania întinsă pe o suprafață de 483,2 ha, integral pe uscat.

## Localizare
Centrul sitului Benchijigua este situat la coordonatele 28°05′55″N 17°13′17″W / 28.0987°N 17.2213°V.

## Înființare
Situl Benchijigua a fost declarat sit de importanță comunitară în octombrie 1999 pentru a proteja 3 specii de plante. Situl a fost protejat și ca arie specială de conservare în ianuarie 2010.

## Biodiversitate
Situată în ecoregiunea , aria protejată conține 5 habitate naturale: Pajiști macaroneziene cu vegetație endemică, Păduri de pin endemic canariene, Plantații de palmieri Phoenix, Păduri macaroneziene de dafin (Laurus, Ocotea), Pante stâncoase silicioase cu vegetație casmofită.
La baza desemnării sitului se află mai multe specii protejate de  plante (3): Cistus chinamadensis, euphorbia bourgaeana (Euphorbia bourgeana), Limonium dendroides.